# Himalayaflamspett
Himalayaflamspett (Dinopium shorii) är en fågel i familjen hackspettar inom ordningen hackspettartade fåglar.

## Utseende
Himalayaflamspetten är en 30–32 cm lång medlem av släktet Dinopium och har liksom de flesta av övriga arter röd tofs hos hanen (vitstreckat svart hos honan), röd övergump och guldgul mantel, svart nacke, ljus men svartfjällig undersida och tydliga svarta ögonstreck och mustaschstreck. Jämfört med vida spridda arten guldryggig flamspett är bröstet i mindre grad svarttecknat.
Fågeln skiljer sig från större sultanspett, som även den har likartad teckning, genom mindre storlek och mindre näbb, ofläckad svart nacke och brunbeigefärgad strupe som ramas in av en mörk kant bestående av svarta fläckar. Likt större sultanspett (men olikt guldryggig flamspett är mustaschstrecket tudelat, med för arten unik brunbeige yta emellan, hos vissa hanar till och med röd.

## Utbredning och systematik
Himalayaflamspett delas in i två underarter med följande utbredning:
- Dinopium shorii shorii – förekommer i Himalaya (nordvästra Indien till norra Bangladesh), västra Indien (Västra Ghats)
- Dinopium shorii anguste – förekommer i västra Myanmar och angränsande nordöstra Indien (Assam)

Arterna i Dinopium ansågs tidigare vara nära släkt med sultanspettarna i Chrysocolaptes. Genetiska studier visar att de trots liknande utseende inte är nära släkt. Istället står de närmast hackspettar i de asiatiska släktena Gecinulus, Meiglyptes och Micropternus, på lite längre avstånd även bland annat gröngölingarna i Picus. Sultanspetterna är istället nära släkt med de amerikanska jättespättarna i Campephilus. Detta fenomen, att ej närbesläktade grupper som förekommer i samma geografiska område har så likartade utseende, är vanligt förekommande bland hackspettarna och är möjligen ett resultat av social mimikry.

## Status och hot
Arten har ett stort utbredningsområde och en stor population, men tros minska i antal, dock inte tillräckligt kraftigt för att den ska betraktas som hotad. Internationella naturvårdsunionen IUCN kategoriserar därför arten som livskraftig (LC).

## Namn
Fågelns vetenskapliga artnamn hedrar Frederick John Shore (1799-1837), brittisk tjänsteman i Brittiska Ostindiska Kompaniet och naturforskare.